# 앨리스 드바이어

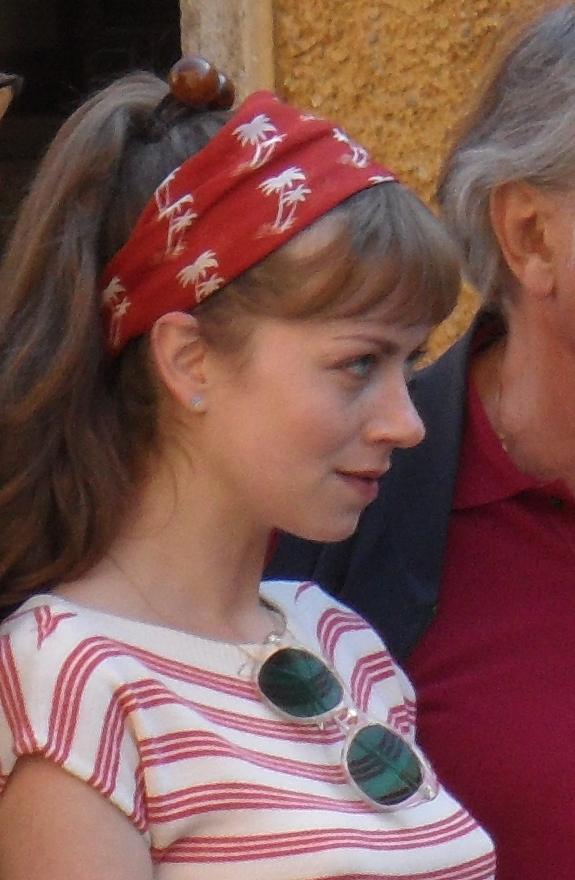

앨리스 드바이어(Alice Dwyer, 1988년 1월 1일 ~ )는 독일의 배우, 영화배우이다.
베를린에서 태어났다.

## 영화
- 이스케이프 게임 (2017년)
- 디 인비지블스 (2017년)
- 비네토우스 선 (2015년)
- 렛츠 고! (2014년)
- 킬링 올 더 플라이즈 (2013년)
- 무브 (2012년)
- 리멤버 (2011년) - 한나 실버스타 역
- 어 콰이어트 라이프 (2010년)
- 당신이 보지 못하는 것 (2009년)
- 내 어머니의 눈물 (2008년)
- 프라이쉬위머 (2007년)
- 컴뱃 세크젠 (2005년)
- 피스 앳 5:30 (2004년)
- 희미한 불빛 (2003년)